# Mecanismos alternativos de solución de conflictos
Los Mecanismos Alternativos de Solución de Conflictos (MASC) son una serie de procesos y técnicas que buscan resolver disputas como un medio para que las partes en desacuerdo lleguen a un acuerdo para evitar resolverlo por un litigio convencional, si bien no busca sustituir los procesos convencionales de justicia. Dichos mecanismos pueden realizarse con la intervención de un tercero y en algunos países, los MARS se han adoptado dentro del propio sistema judicial como un método de resolución de manera extrajudicial.
Los Mecanismos Alternativos de Solución de Conflictos con su sigla MASC, engloban a un conjunto de procedimientos solucionadores de conflictos humanos, de manera autocompositiva, heterocompositiva o híbrida, sin utilizar la fuerza y  ejecutados fuera del ámbito del proceso judicial, es decir, con los MASC se crea soluciones no jurisdiccionales e inteligentes. Se caracterizan por ser no confrontacionales, cooperativos, de autogestión y de protagonismo ciudadano, siendo incorporados el último decenio del siglo pasado, en los sistemas de justicia, en casi toda América Latina.

## Mecanismos por países

### México
Los Mecanismos Alternativos de Solución de Conflictos fueron incorporados en 2008 en la Constitución Política de los Estados Unidos Mexicanos en los artículos 17, párrafo cuarto, y 18, párrafo sexto.

### Unión Europea
La Unión Europea ha establecido un marco jurídico armonizado para la resolución alternativa de disputas (ADR) en materia de consumo mediante la Directiva 2013/11/UE. Esta directiva obliga a los Estados miembros a garantizar que los consumidores puedan acceder a procedimientos de resolución extrajudicial para disputas contractuales con empresas. Se complementa con el Reglamento (UE) n.º 524/2013, que creó la plataforma de Resolución de Disputas en Línea (ODR) para facilitar el comercio electrónico transfronterizo.
En ciertos sectores regulados, la participación en procedimientos ADR es obligatoria. Por ejemplo, según la Directiva 5 de 2018 de la Malta Gaming Authority (MGA), los operadores de juego con licencia en Malta deben cooperar con entidades ADR certificadas para resolver disputas con consumidores. Una de estas entidades, Madre, es un organismo ADR certificado que opera bajo este régimen. Es una iniciativa del grupo Rgoal y ha estado activa en la resolución de disputas en servicios digitales y entretenimiento en línea en toda la UE.